# 48-й арсенал
48-й арсенал (укр. 48-й арсенал) — база хранения боеприпасов вооружённых сил Украины, которая находится на окраине города Калиновка в Калиновском районе Винницкой области Украины.

## История
Военные склады РККА на окраине пгт. Калиновка были созданы в 1938 году.
После провозглашения независимости Украины арсенал министерства обороны СССР перешёл в ведение министерства обороны Украины и получил новое наименование — 48-й арсенал Центрального ракетно-артиллерийского управления министерства обороны Украины (в/ч А1119).
В мае 2008 года было принято решение о утилизации некоторого количества хранившихся здесь боеприпасов (220-мм ракет, 122-мм реактивных снарядов к РСЗО «Град», 23-мм, 30-мм, 73-мм, 76-мм, 85-мм, 100-мм, 115-мм, 122-мм и 125-мм артиллерийских снарядов, 40-мм выстрелов к гранатомёту РПГ-7, ручных гранат Ф-1, РГД-5 и РГ-42, а также патронов к стрелковому оружию).
В дальнейшем, до 1 августа 2008 года на арсенал было перевезено некоторое количество боеприпасов, ранее хранившихся на складах Львовской области и было объявлено о намерении о перемещении дополнительного количества боеприпасов с других мест хранения.
6 августа 2008 года Кабинет министров Украины утвердил решение о продаже части хранившихся здесь боеприпасов (115-мм и 125-мм артиллерийских снарядов, патронов к стрелковому оружию, выстрелов к РПГ-7, 30-мм гранат ВОГ-17М и ручных гранат Ф-1).
В апреле 2009 года и в июле 2009 года были утверждены решения о утилизации дополнительного количества боеприпасов (которые были уничтожены в соответствии с соглашением о сотрудничестве между Украиной и НАТО).
21 ноября 2013 года были утверждены списки дополнительного количества подлежащих утилизации боеприпасов (8 шт. 220-мм реактивных снарядов к РСЗО «Ураган», 30 602 шт. 122-мм реактивных снарядов к РСЗО «Град» и 400 шт. гранат Ф-1), однако после начала боевых действий на востоке Украины эти распоряжения были отменены.
Тем не менее, 16 декабря 2015 года было принято решение о утилизации небольшого количества хранившихся здесь взрывателей, патронов и снарядов, а 18 августа 2017 года — ещё одной партии боеприпасов.
В сентябре 2017 года общее количество хранившихся на арсенале боеприпасов оценивалось в 188 тыс. тонн, которые были сконцентрированы на площади 60 га.
Вечером 26 сентября 2017 года на арсенале начался пожар с детонацией боеприпасов, в тушении которого были задействованы подразделения ГСЧС, армейские части (свыше 700 военнослужащих) и 18 единиц специальной техники (в том числе, пожарный самолёт Ан-32П и шесть пожарных танков), но взрывы боеприпасов на месте пожара продолжались до 28 сентября 2017 года.
В оцеплении места происшествии были задействованы подразделения Национальной гвардии и полицейские Винницкой, Житомирской и Хмельницкой областей, из города и окрестных сёл были временно эвакуированы 28 тыс. человек. 27 сентября 2017 года Кабинет министров Украины выделил 100 млн. гривен на ликвидацию последствий пожара и взрывов. Полёты воздушных судов в радиусе 5 км от Калиновки были запрещены (до 10 октября 2017).
27 сентября 2017 года секретарь комитета Верховной Рады по вопросам национальной безопасности и обороны И. Ю. Винник сообщил в интервью, что рыночная стоимость уничтоженных на арсенале боеприпасов по предварительной оценке составляет около 800 млн. долларов США.
28 сентября 2017 года на пресс-конференции в Киеве министр обороны Украины С. Т. Полторак сообщил, что к началу взрывов на арсенале хранилось 83 тыс. тонн боеприпасов, из которых 68 тыс. тонн составляли готовые к применению боеприпасы, а остальное — их компоненты и металлолом.
29 сентября 2017 года было объявлено о намерении оборудовать все арсеналы Украины системами раннего обнаружения и борьбы с беспилотными летательными аппаратами.
Взрывы отдельных боеприпасов на территории арсенала и в его окрестностях имели место до 5 октября 2017 года. В дальнейшем, в ходе разминирования местности до 21 октября 2017 года было обнаружено и обезврежено ещё 2887 взрывоопасных предметов.
22 ноября 2017 года пресс-служба военной прокуратуры сообщила, что причиной взрыва на арсенале стала служебная халатность и начальник режимной службы Винницкого зонального отдела военной службы правопорядка привлечён к ответственности. В апреле 2018 года министр обороны Украины С. Т. Полторак сообщил в интервью, что в результате расследования пожара и взрыва на арсенале в Калиновке были привлечены к ответственности свыше десяти человек.
В августе 2018 года командир части А-1119 сообщил, что 90 % внешней ограды и 55 % внутренних ограждений арсенала уже обновлены, и арсенал получил две единицы спецтехники (автопогрузчик и измельчитель древесины).
11 сентября 2019 года около 11:30 на территории арсенала в результате возгорания сухой травы произошла детонация боеприпасов на площадке утилизации. К концу дня пожар был потушен.